# Station Herzele
Station Herzele is een spoorwegstation langs spoorlijn 89 (Denderleeuw - Kortrijk) in de gemeente Herzele. Het station maakt deel van het S-netwerk rondom Brussel.
In 1868 kwam de spoorverbinding tussen Denderleeuw en Kortrijk tot stand nadat de regering hier 5 jaar eerder een concessie voor verleende aan een zekere Isidore Neelemans. De aanleg van de lijn en de stations werd overgelaten aan de Société Belge de chemins de fer. Het ontwerp van alle stations op de lijn was identiek en gebaseerd op het stationsgebouw van Westmeerbeek dat in 1863 gebouw werd op de lijn Leuven-Herentals. Het station is sober met een hoog middendeel onder zadeldak. Twee lagere zijvleugels, eveneens onder zadeldak, flankeren het centrale gedeelte. De rechtervleugel telt 3 traveeën, de linkervleugel 2. In de rechtervleugel is de wachtzaal inclusief loketruimte ondergebracht. De stationschef had zijn dienstwoning op de eerste verdieping. In 2006 kwam het station in de handen van de gemeente nadat laatstgenoemde een erfpachtcontract van 50 jaar met de NMBS afsloot. De gemeente wilde werk maken van het verbeteren van het comfort van de pendelaar (lokettenzaal) en zag ook toeristische mogelijkheden in het project. Mede hierdoor werd eind 2009 het stationsgebouw gerestaureerd.
Sinds oktober 2012 zijn de loketten van dit station gesloten en is het een stopplaats geworden. Voor de aankoop van allerlei vervoerbewijzen kan men bij voorkeur terecht aan de biljettenautomaat die ter beschikking staat, of via andere verkoopskanalen.
Herzele beschikt over twee verharde perrons uitgerust met enkele wachthuisjes van het nieuwe type ("Mechelen") en een bankje. Om de sporen over te steken is er geen speciale infrastructuur voorzien; reizigers dienen de nabijgelegen overweg te gebruiken. In 2010 werden de perrons vernieuwd en op de nieuwe standaardhoogte (76 centimeter) gebracht.
Op de plaats van de vroegere goederenkoer ligt nu de parking. Er zijn aan beide kanten overdekte fietsstallingen. Aan de voorzijde mag men maar twintig minuten parkeren.
Vroeger kruiste de tramlijn Gent - Geraardsbergen de spoorlijn Kortrijk - Denderleeuw nabij het station van Herzele. Even voorbij de overweg was hiervoor een brug voorzien. De tramlijn had tevens een aftakking om ook het station te bedienen.

## Galerij

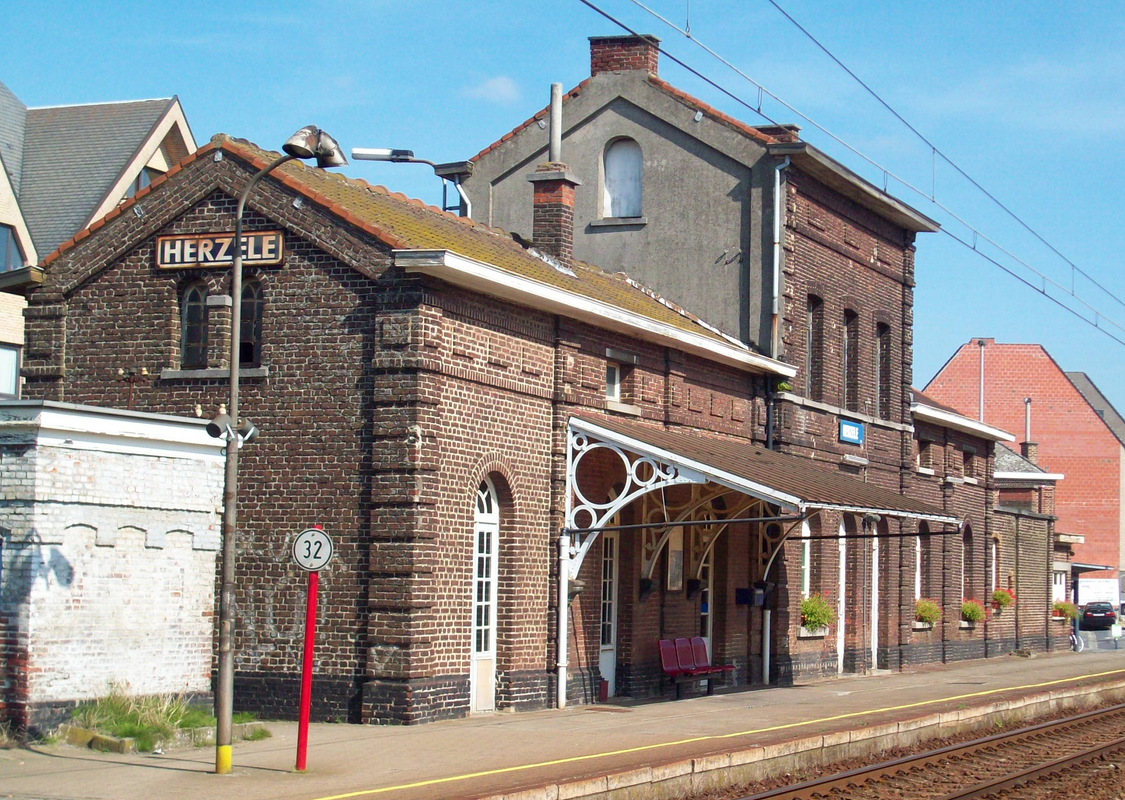
Stationsgebouw voor de renovatie (2009)
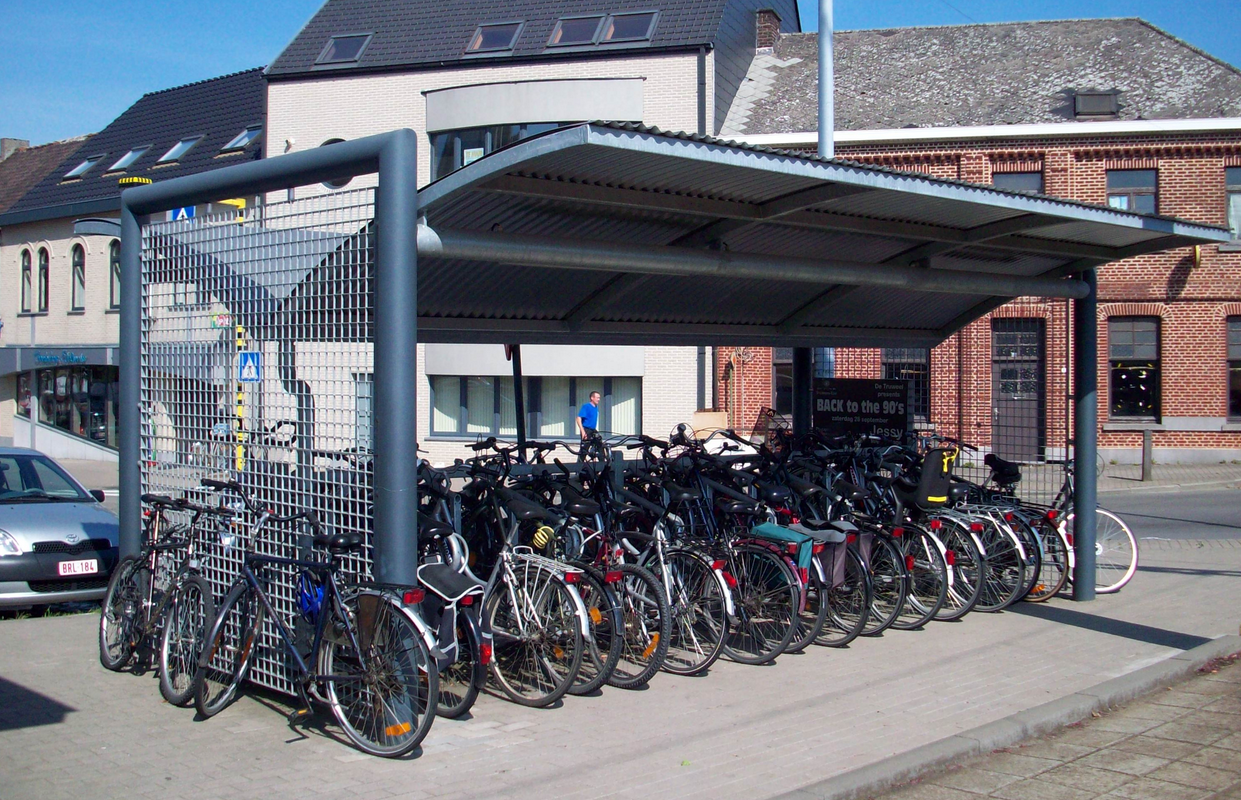
Fietsenstalling
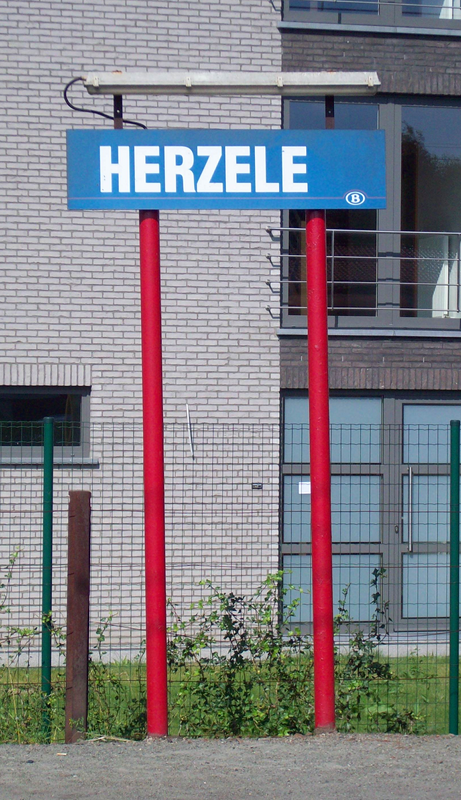
Naambord station Herzele

## Treindienst
| Serie | Treinsoort | Route                                                                              | Bijzonderheden |
| ----- | ---------- | ---------------------------------------------------------------------------------- | --- |
| S 3   | GEN (NMBS) | [ Denderleeuw – ] Geraardsbergen – Brussel-Zuid – [ Dendermonde ] / [ Schaarbeek ] | Rijdt tijdens de spits vanaf/naar Denderleeuw. Tijdens de spits extra ritten Geraardsbergen-Schaarbeek. Rijdt tijdens het weekend Denderleeuw-Brusssel-Noord.      |
| S 8   | GEN (NMBS) | Zottegem – Herzele – Brussel-Zuid – Brussel-Schuman – Ottignies – Louvain-la-Neuve | Rit naar Zottegem rijdt niet in het weekend. Een rit rijdt dagelijks tussen Brussel-Zuid - Ottignies. Een rit rijdt dagelijks tussen Ottignies - Louvain-la-Neuve. |
| S 3   | GEN (NMBS) | Zottegem – Herzele – Brussel-Zuid – Schaarbeek                                     | Alleen in het weekend en de spits. |

## Reizigerstellingen
De grafiek en tabel geven het gemiddeld aantal instappende reizigers weer op een week-, zater- en zondag.
| Tabel: aantal instappende reizigers station Herzele | Tabel: aantal instappende reizigers station Herzele | Tabel: aantal instappende reizigers station Herzele | Tabel: aantal instappende reizigers station Herzele |
|                                                     | Weekdag                                             | Zaterdag                                            | Zondag                                              |
| --------------------------------------------------- | --------------------------------------------------- | --------------------------------------------------- | --------------------------------------------------- |
| 1977                                                | 1 511                                               | 89                                                  | 74                                                  |
| 1978                                                | 1 482                                               | 101                                                 | 80                                                  |
| 1979                                                | 1 431                                               | 89                                                  | 63                                                  |
| 1980                                                | 1 306                                               | 4                                                   | 63                                                  |
| 1981                                                | 1 341                                               | 66                                                  | 52                                                  |
| 1982                                                | 1 176                                               | 75                                                  | 62                                                  |
| 1983                                                | 1 254                                               | 82                                                  | 56                                                  |
| 1984                                                | 1 293                                               | 64                                                  | 43                                                  |
| 1985                                                | 1 017                                               | 67                                                  | 85                                                  |
| 1986                                                | 997                                                 | 62                                                  | 51                                                  |
| 1987                                                | 1 346                                               | 88                                                  | 64                                                  |
| 1988                                                | 987                                                 | 39                                                  | 36                                                  |
| 1989                                                | 970                                                 | 41                                                  | 49                                                  |
| 1990                                                | 949                                                 | 70                                                  | 45                                                  |
| 1991                                                | 1 214                                               | 56                                                  | 47                                                  |
| 1992                                                | 1 138                                               | 41                                                  | 47                                                  |
| 1993                                                | 1 129                                               | 32                                                  | 38                                                  |
| 1994                                                | 1 073                                               | 95                                                  | 64                                                  |
| 1995                                                | 994                                                 | 115                                                 | 65                                                  |
| 1996                                                | 1 017                                               | 105                                                 | 71                                                  |
| 1997                                                | 970                                                 | 137                                                 | 102                                                 |
| 1998                                                | 833                                                 | 113                                                 | 64                                                  |
| 1999                                                | 812                                                 | 104                                                 | 90                                                  |
| 2000                                                | 773                                                 | 86                                                  | 120                                                 |
| 2001                                                | 782                                                 | 110                                                 | 90                                                  |
| 2002                                                | 813                                                 | 96                                                  | 84                                                  |
| 2003                                                | 773                                                 | 127                                                 | 105                                                 |
| 2004                                                | 700                                                 | 124                                                 | 110                                                 |
| 2005                                                | 738                                                 | 131                                                 | 110                                                 |
| 2006                                                | 712                                                 | 106                                                 | 114                                                 |
| 2007                                                | 679                                                 | 120                                                 | 125                                                 |
| 2008                                                | -                                                   | -                                                   | -                                                   |
| 2009                                                | 657                                                 | 105                                                 | 94                                                  |
| 2010                                                | -                                                   | -                                                   | -                                                   |
| 2011                                                | -                                                   | -                                                   | -                                                   |
| 2012                                                | 645                                                 | 139                                                 | 91                                                  |
| 2013                                                | 612                                                 | 105                                                 | 96                                                  |
| 2014                                                | 546                                                 | 97                                                  | 101                                                 |
| 2015                                                | 517                                                 | 108                                                 | 119                                                 |
| 2016                                                | 495                                                 | 127                                                 | 105                                                 |
| 2017                                                | 468                                                 | 120                                                 | 113                                                 |
| 2018                                                | 528                                                 | 116                                                 | 138                                                 |
| 2019                                                | 459                                                 | 125                                                 | 133                                                 |
| 2020                                                | 276                                                 | 108                                                 | 121                                                 |
| 2021                                                | -                                                   | -                                                   | -                                                   |
| 2022                                                | 626                                                 | 161                                                 | 167                                                 |
| 2023                                                | 473                                                 | 94                                                  | 94                                                  |
| 2024                                                | 476                                                 | 157                                                 | 120                                                 |

## Bus
| Buslijn | Traject | Uurregeling |
| ------- | --- | --- |
| 49      | (Geraardsbergen - Steenhuize-Wijnhuize -) Herzele Groenlaan - Sint-Lievens-Houtem - Oosterzele - Merelbeke - Zwijnaarde - Gent-Sint-Pieters | 1× per uur, rijdt soms door tot Steenhuize-Wijnhuize en soms Geraardsbergen Week en zaterdag: 1× per uur Zondag: 1× per 2 uur         |
| 92      | Zottegem - Herzele - Vlierzele - Erpe Vijfhuizen - Aalst                                                                                    | Week: 1× per uur en soms nog enkele ritten ertussen Zaterdag: 4 ritten heen en 4 ritten terug Zondag: 3 ritten heen en 3 ritten terug |
| 385     | Belbus Lede - Erpe-Mere | Op reservering, rijdt niet op zondag                                                                                                  |
| 390     | Belbus Herzele - Sint-Lievens-Houtem | Op reservering, rijdt niet op zondag                                                                                                  |

0,0: Aalst ·
2,1: Aalst-Kerrebroek ·
4,2: Vijfhuizen ·
6,5: Erpe-Mere ·
9,0: Bambrugge ·
10,0/11,2: Burst ·
13,0: Terhagen ·
14,3: Herzele ·
16,0: Hillegem ·
17,6: Leeuwergem ·
20,2: Zottegem ·
2,3: Rozebeke ·
3,6: Michelbeke ·
7,7: Nederbrakel ·
10,7: Opbrakel ·
12,7: Vloesberg-Bos ·
15,6: Queneau ·
16,3: Rigoudrie ·
17,9: Elzele ·
23,0: Marijve ·
24,0: Ronse
0,0: Denderleeuw ·
2,1: Welle ·
3,9: Haaltert ·
6,5: Ede ·
11,2: Burst ·
13,0: Terhagen ·
14,3: Herzele ·
16,0: Hillegem ·
17,6: Leeuwergem ·
20,2: Zottegem ·
25,8: Roborst ·
27,5: Munkzwalm ·
30,0: Sint-Denijs-Boekel ·
32,5: Welden ·
34,7: Ename ·
37,5: Oudenaarde ·
41,0: Petegem ·
43,2: Elsegem ·
45,7: Anzegem ·
49,1: Sterhoek ·
53,8: Vichte ·
56,6: Deerlijk ·
59,8: Stasegem ·
63,3: Kortrijk